# Фалькенхаген (Марк)
Фалькенхаген (нем. Falkenhagen) — община в Германии, в земле Бранденбург.
Входит в состав района Меркиш-Одерланд. Подчиняется управлению Зелов-Ланд. Население составляет 752 человека (на 31 декабря 2010 года). Занимает площадь 27,18 км².
Коммуна подразделяется на 3 сельских округа.
| Год  | Население |
| ---- | --------- |
| 2005 | 754       |
| 2010 | 767       |

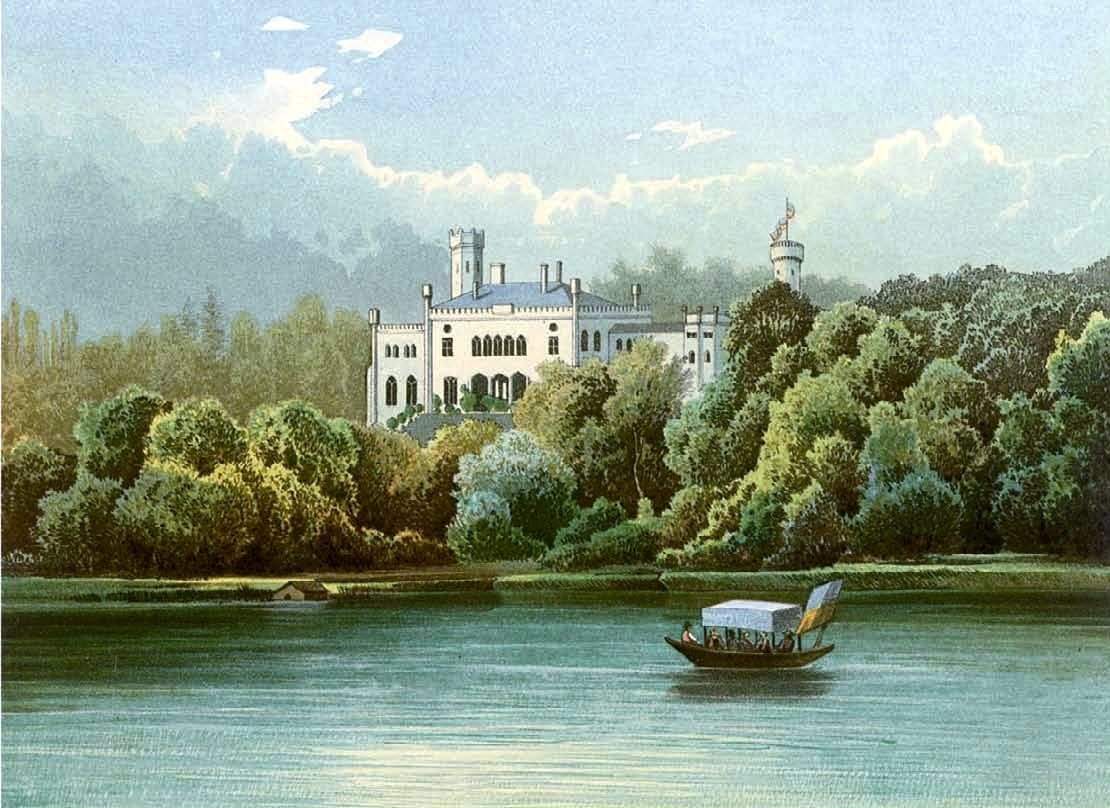
Palace Falkenhagen around 1860, Edition by Alexander Duncker
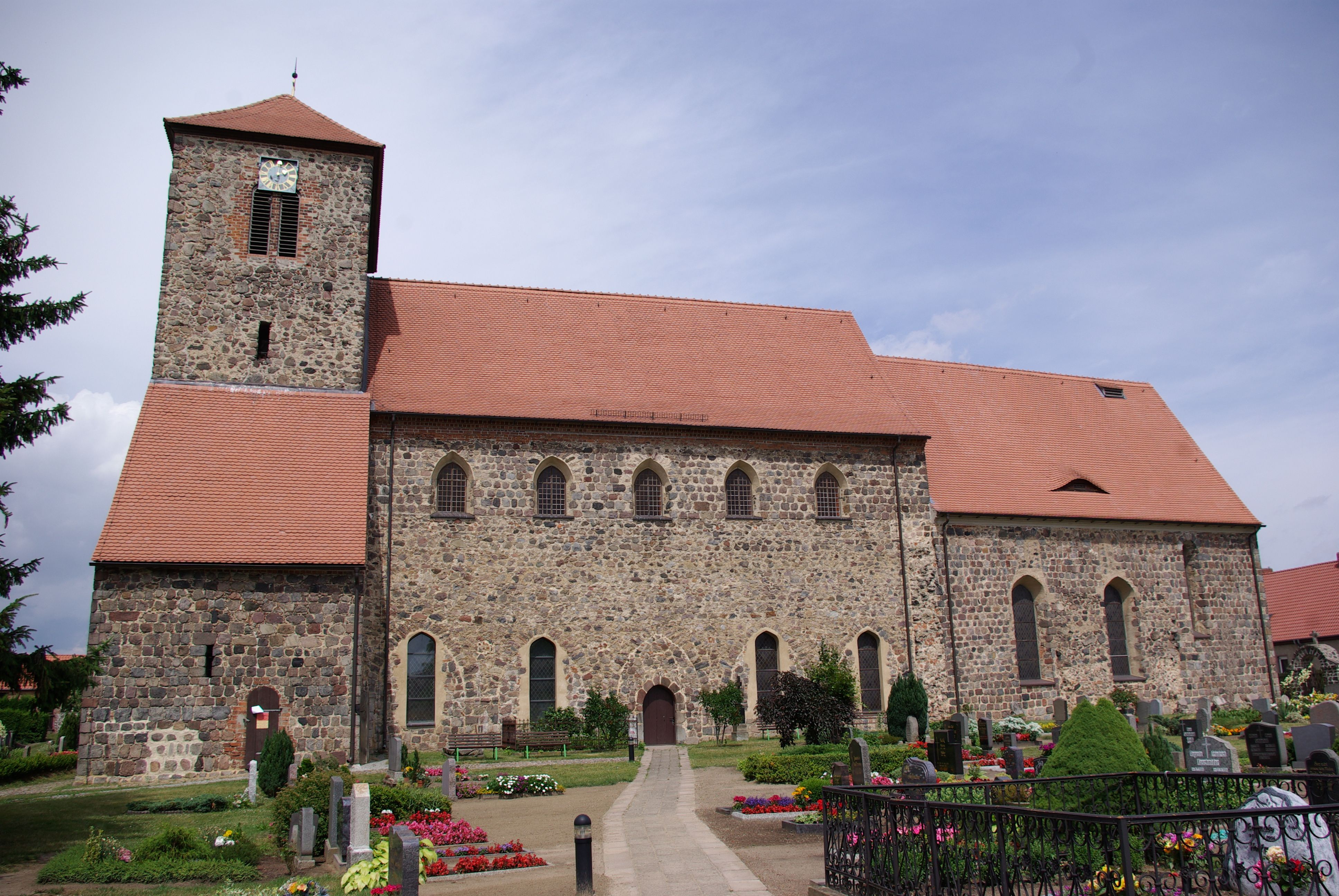
Kirche